# Französische Außenhandelskammer in Deutschland

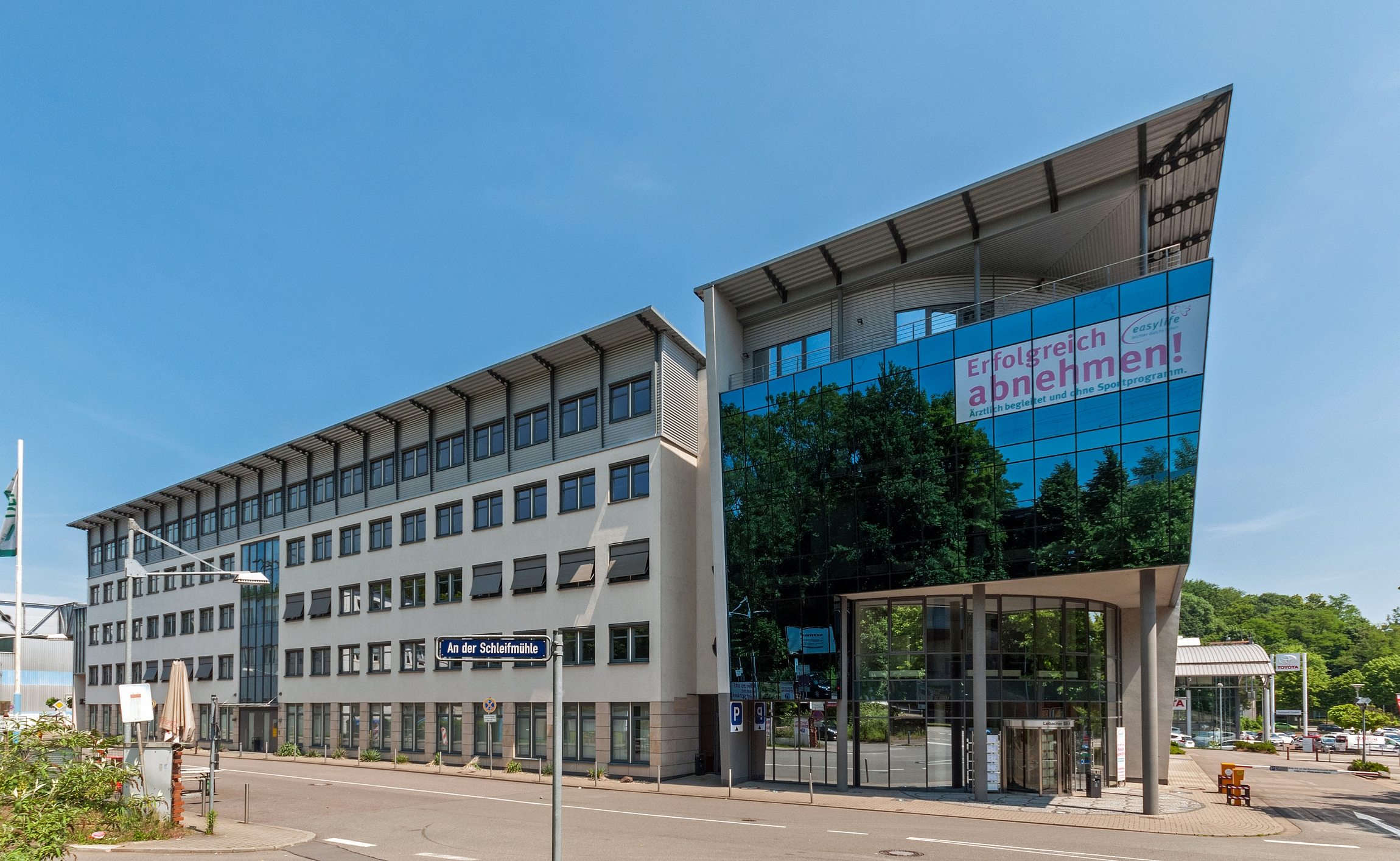
Das Gebäude der CCFA in der Lebacher Str. 4 in Saarbrücken

Die Französische Handelskammer in Deutschland (Chambre de Commerce Française en Allemagne, CCI France Allemagne CCFA e.V.) ist eine der 120 französischen Handelskammern im Ausland (CCIFE). Ihr Sitz ist in Saarbrücken. 
Als Mitglied des Verbandes der französischen Handelskammern im Ausland (UCCIFE) hat sie als Aufgabe, die Interessen der französischen Unternehmen in Deutschland zu repräsentieren und umgekehrt. 

## Dienstleistungen für deutsche und französische Unternehmen
- Ansiedlungshilfe
- Suche nach Geschäftspartnern
- Hilfe bei der Personalsuche
- Deutsch-französische interkulturelle Beratung
- Bürovermietung in Saarbrücken und Frankfurt am Main